# Beekman Tower
La Beekman Tower è un grattacielo di 76 piani progettato dall'architetto Frank Gehry edificato a New York nel distretto di Manhattan in 8 Spruce Street, a sud di Plaza City Hall e il ponte di Brooklyn.

## Il progetto
L'edificio di Beekman Street sorge su un sito di 3902 m² a Lower Manhattan. Si tratta di un grattacielo di 76 livelli, 93000 m² che ospitano locali scolastici (dall'asilo all'ultimo anno della scuola pubblica), uffici del New York Downtown Hospital che occupano circa 2300 m² (e comprendono anche un parcheggio pubblico sotterraneo), e 898 unità abitative. Sui lati est e ovest dell'edificio si aprono due piazze interne all'isolato.

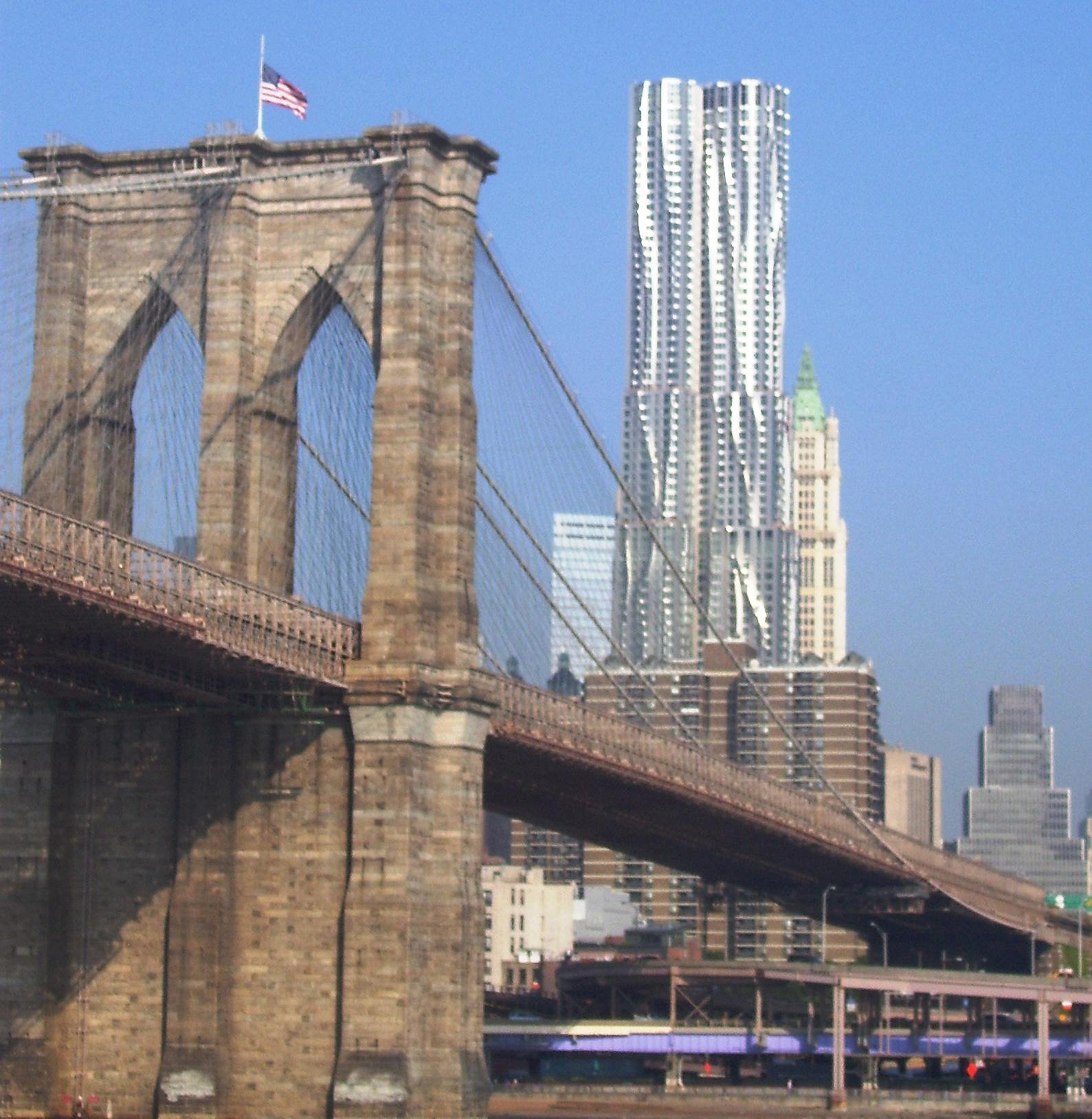
Vista del Beekman Tower

Gehry ha iniziato a utilizzare le proporzioni classiche dei grattacieli newyorkesi e le regole tradizionali sulle rientranze, creando la tipica configurazione "a torta nuziale". Queste linee guida lo hanno portato a individuare l'iniziale quantificazione degli spazi dell'edificio e solo successivamente egli ne ha sviluppato la forma e il design.
Invece di allineare verticalmente le finestre, Gehry le ha spostate leggermente facendole scorrere sulle facciate di ogni piano, variandone anche le dimensioni. Per quel che riguarda invece la particolare forma del rivestimento, Gehry ha voluto imitare il drappeggio di un tessuto attraverso pannelli ondulati di acciaio inossidabile. Sette lati della torre hanno questa conformazione, mentre quello sud interrompe l'uniformità del drappeggio con una facciata a curtain wall, che contrasta con le altre facciate dell'edificio. La parte regolare è essenziale per accentuare la potenza del grattacielo.
La base della torre è un semplice basamento di cinque piani in mattoni il cui stile architettonico rispetta quello degli edifici circostanti.
A causa dell'ondulazione della facciata, ogni unità residenziale ha una diversa configurazione interna; Gehry Partners ha progettato gli appartamenti affinché traggano vantaggio da questo presupposto di unicità, disegnando grandi finestre che incorniciano la vista dello skyline circostante e creando ampi davanzali su alcune di quelle più grandi.
Sul tetto del basamento si trovano una piscina e altre attrezzature a uso dei residenti.